# Taraxacum amaurolepis
Taraxacum amaurolepis — вид квіткових рослин з родини айстрових (Asteraceae). Вид зростає в Європі: Данія, Фінляндія, Німеччина, Польща, Чехія; це багаторічна рослина помірних біомів.

## Морфологічна характеристика
Кінцева частка подовжена шоломоподібна, іноді надрізана і з одним зубцем. Черешок не крилатий. Бічні частки 3–4, розпростерті. Верхня сторона бічних часток зубчаста. Міждолі не з кольоровою облямівкою.